# Unaysaurus
Az Unaysaurus a sauropodomorpha dinoszauruszok egyik neme. Ez az egyik legrégebbi ismert dinoszaurusz. Brazília déli részén találtak rá a Paleorrota geoparkban, 1998-ban, a felfedezését pedig 2004. december 3-án egy sajtókonferencián jelentették be. A prosauropoda növényevő dinoszaurusz csoport tagjaként közeli rokonságban áll egy Németországból előkerült dinoszaurusszal, ami azt jelzi, hogy a fajok könnyen elterjedtek a Pangea szuperkontinens hatalmas területén.
A legtöbb korai dinoszauruszhoz hasonlóan az Unaysaurus aránylag kicsi, két lábon járó állat volt. A hossza 2,5 méter, a magassága 70–80 centiméter, a tömege pedig körülbelül 70 kilogramm lehetett.
Az Unaysaurus fosszíliái jó állapotban őrződtek meg. A maradványokhoz tartozik a majdnem teljes koponya, az állkapocscsont és egy részleges, több összefüggő, eredeti helyzetben található csontból álló csontváz. A majdnem teljes csontváz és koponya a legteljesebb Brazíliában talált dinoszaurusz csontvázak egyike.

## Lelőhely
Az Unaysaurus 200–225 millió évvel ezelőtt élt, késő triász kor karni–nori korszakai idején. Brazília déli részén bukkantak rá, ami akkortájt Északnyugat-Afrikához kapcsolódott. A szárazföldek egyetlen nagy szuperkontinens, a Pangea részét képezték, amely kezdett széttöredezni, kialakítva az északi Laurázsiát és a déli Gondwanát.
Az Unaysaurust a dél-brazíliai Rio Grande do Sul államban fedezték fel, Santa Maria városa közelében. A Caturrita-formáció vörös padjaiban találtak rá, ahonnan olyan hasonló korú dinoszauruszok kerültek elő, mint a Saturnalia. A világ legkorábbi dinoszauruszait itt fedezték fel, illetve a közeli Argentínában (ahonnan például az Eoraptor vált ismertté), ami arra utal, hogy az első dinoszauruszok erről a területről származnak. A korai theropodák közé tartozó Staurikosaurus szintén az Unaysaurus lelőhelye közelében került elő, ahogy a Teyuwasu néven, 1999-ben leírt állat is, amely talán egy másik prosauropoda lehetett.

## Rokonság
Az Unaysaurus az első Brazíliában felfedezett prosauropoda. A prosauropodák két lábon járó, növényevő dinoszauruszok voltak, melyek rokonságban álltak a későbbi és fejlettebb sauropodákkal, köztük a Földön valaha járt legnagyobb állatokkal, például a Brachiosaurusszal. Azonban a feltételezésekkel szemben az Unaysaurus legközelebbi rokona nem Dél-Amerikából vált ismertté. A legközelebbi rokon a 210 millió évvel ezelőtt, Németország területén élt Plateosaurus. Ez azt jelzi, hogy a faj aránylag könnyen el tudott terjedni Pangea területén.

## Felfedezés és elnevezés
Az új nemről és fajról Luciano A. Leal, Sergio A. K. Azevodo, Alexander W. A. Kellner és Átila A. S. da Rosa készített leírást, ami a Zootaxa című folyóiratban jelent meg. Az Unaysaurus neve a tupi indián nyelvű unay 'fekete víz' szóból származik, ami a lelőhely azonos jelentésű portugál nevének (Agua Negra) megfelelője. A fa neve, a tolentinoi Tolentino Marafigára utal, aki 1998-ban egy út mellett rátalált a fosszíliára.

## Fordítás
- Ez a szócikk részben vagy egészben az Unaysaurus című angol Wikipédia-szócikk ezen változatának fordításán alapul.  Az eredeti cikk szerkesztőit annak laptörténete sorolja fel. Ez a jelzés csupán a megfogalmazás eredetét és a szerzői jogokat jelzi, nem szolgál a cikkben szereplő információk forrásmegjelöléseként.

## Külső hivatkozások
- Kingstone, Steve. „New dinosaur uncovered in Brazil”, BBC News, 2004. december 3. (Hozzáférés: 2010. november 25.)
- Khalip, Andrei. „Brazilians find dinosaur linked to Europe”, MSNBC, 2004. december 2. (Hozzáférés: 2010. november 25.)
- 'Unaysaurus'. DinoData. (Hozzáférés: 2010. november 25.)
- O  Rio Grande do Sul no tempo dos Dinossauros. Paleovertebrados do Departamento de Paleontologia e Estratigrafia. [2008. január 27-i dátummal az eredetiből archiválva]. (Hozzáférés: 2010. november 25.)